# Tang thương ngẫu lục
Tang thương ngẫu lục (chữ Hán: 桑滄偶錄, nghĩa là "ghi chép tình cờ trong cuộc bể dâu") là tập ký bằng chữ Hán do đôi bạn thân là Phạm Đình Hổ và Nguyễn Án cùng hợp soạn vào khoảng Lê mạt-Nguyễn sơ, tức khoảng cuối thế kỷ 18 đến đầu thế kỷ 19 tại Việt Nam.

## Giới thiệu sơ lược

### Lịch sử
Bài Tựa in ở đầu tập Tang thương ngẫu lục cho biết bởi những cuộc tang thương, khiến người ta tất có cái cảm khái tang thương, ấy tập sách Tang thương này sỡ dĩ có là vì thế đó. Và theo Trúc Khê, cũng vì chép nhiều chuyện biến thiên của hồi ấy (cuối Lê), cho nên có cái tên sách là Tang thương ngẫu lục, nghĩa là những câu chuyện ghi chép tình cờ trong cuộc bể dâu.
Ban đầu Tang thương ngẫu lục chỉ có bản viết tay trong một thời gian gần trăm năm. Đến năm Bính Thân (1896), niên hiệu Thành Thái thứ 8, Tiến sĩ Gia xuyên Đỗ Văn Tân đang là Tổng đốc Hải Dương quyên tiền khắc ván, từ đó mới có bản in.
Năm 1943, nhà xuất bản Tân Dân cho in Tang thương ngẫu lục, bản tiếng Việt do nhà văn Trúc Khê Ngô Văn Triện dịch.

### Ý nghĩa và nội dung
Bàn về ý nghĩa tập ký, bài Tựa viết: 
Từ Lý, Trần, Lê, Trịnh đến nay, trên dưới mấy trăm năm có những điều quốc sử chưa ghi, dã sử chưa chép; hai ông đều thu cả vào trong cõi mắt tang thương. Nếu hai ông hết thẩy đều cho là việc tang thương mà quên đi, thì những chuyện ấy phỏng được mấy lâu mà mai một đi mất. May mà lấy ngòi bút tang thương biên chép, nên nó mới còn là cánh bè chở bến mê, ngọn đèn soi nhà tối; đặt tên là Tang thương ngẫu lục, ý nghĩa có thể nhận biết được vậy.
Tang thương ngẫu lục là tập ký mang nặng tính chất truyền kỳ. Trừ một số ít truyện nói về các đời trước, còn đa phần đều viết về thời Lê mạt. Sách được chia làm 2 quyển: quyển Thượng có 40 bài, quyển Hạ có 49 bài (không kể bài Thơ đề sau của người khác). Có một số bài ghi mỗi tên tác giả. Căn cứ theo bản in năm 2000 do Nhà xuất bản Văn hóa-Thông tin in lại theo bản của nhà xuất bản Tân Dân (1943), thì:
- Ở quyển Thượng có 13 bài và ở quyển Hạ có 19 bài đề tên Kính Phủ, tức Nguyễn Án.
- Ở quyển Thượng có 10 bài và ở quyển Hạ có 23 bài đề tên Tùng Niên, tức Phạm Đình Hổ.

Số bài còn lại không đề tên, nên không rõ của ai hay do hai ông cùng hợp soạn.
Căn cứ nội dung từng truyện, Dương Quảng Hàm đã xếp chúng thành 5 mục sau: 
1. Tiểu truyển các danh nhân: Nguyễn Duy Thời, Chu Văn An, Nguyễn Trãi, Đặng Trần Côn, Đoàn Thị Điểm, v.v…
2. Thắng cảnh: Bài ký chơi núi Phật Tích (Chùa Thầy), núi Dục Thúy, v.v…
3. Di tích: Bia núi Thành Nam, Tháp chùa Báo Thiên, Thành cũ Trào Khẩu, Miếu Thanh Cẩm, Cái miếu cổ ở cử Đông Hoa,v.v…
4. Việc cuối đời Lê: Chuyện cũ trong phủ chúa, Thi Hội, v.v…
5. Chuyện hay, chuyện lạ: Thần Tôn hoàng đế, Hiển Tôn hoàng đế, Chuyện Nguyễn Duy Thời, Hồ Gươm, Nguyễn Văn Giai, Người nông phu ở Như Kinh, Người nông phu ở An Mô, Ma Đồng Xuân, Ông Nguyễn Bá Dương, Thành Đạo Tử, Mẹ ranh càn sát, v.v...[4].

## Nhận xét
Dương Quảng Hàm khen ngợi rằng:
Tang thương ngẫu lục cùng với Vũ trung tùy bút đều là những tài liệu quý dùng để khảo cứu về lịch sử, địa lý, điển lễ, phong tục ở cuối đời Lê..
Nguyễn Phương Chi nêu ý kiến: 
Một số lớn truyện ghi chép những giai thoại về các nhân vật lịch sử với ý thức đề cao những người đã góp công trạng trong việc gìn giữ, xây đắp và tô điểm cho nước non, xứ sở (như Nguyễn Đăng Cảo, Nguyễn Công Hãng, Đặng Trần Côn, Bà vợ thứ ông Nguyễn Kiều…). Một số truyện miêu tả một vài cảnh sinh hoạt xa hoa trong phủ chúa, cảnh những con quan ngang ngược lộng hành ngay chốn kinh thành; đối lập với đấy, là cảnh sống của các tầng lớp nhân dân đang bị bần cùng, bị đẩy ra chiến trường vì quyền lợi ích kỷ của tập đoàn thống trị (như: Chuyện cũ trong phủ chúa Trịnh, Quận mã Đặng Lân…). Một số truyện khác, với nghệ thuật điêu luyện, hai tác giả đã khắc họa những danh lam, thắng cảnh, những di tích…với nhiều phong vị và màu sắc (Chùa Phật Tích, Hồ Gươm…).
Cuối cùng, là một truyện ma quỷ, một số sự tích hoang đường, kỳ lạ. Đây chính là nét đặc sắc làm nên giá trị của sách. Bởi ở chỗ màu sắc hoang đường được vận dụng như thủ pháp nghệ để ghi lại những hình ảnh của thời đại đầy biến động. (Ma Đồng Xuân, Nội đạo tràng, Mẹ ranh càn sát…).
Với lối văn kể chuyện giản lược, ngắn và súc tích. "Tang thương ngẫu lục" tuy chưa thể xếp ngang hàng với "Vũ trung tùy bút", song nó cũng là một tập truyện ký có giá trị văn học và sử học đáng kể..

## Thơ đề sau tập truyện
Bài thơ do Phó bảng khoa Canh Thìn Quang Lộc tự Thiếu khanh Đồng Giang Phạm Văn Tâm sáng tác vào tháng Trọng thu năm Bính Thân (1896) niên hiệu Thành Thái.
| Phiên âm Hán-Việt Tọa sách hưng vong nhất thảng hiên Vô cùng nhân thế nại hà thiên Trịnh Lê tự tác ly cao giải Nhạc Huệ tranh khoa đắc hủ diên Thiết sỉ Ô nam Bằng quận Kiếm Thương tâm Yên bắc Mũ đồng chuyên Na kham độc cánh Tang thương truyện Thử nhật hoàn kim hựu bách niên. | Trúc Khê dịch: Nghĩ cuộc hưng vong luống ngậm ngùi Khôn đem thế sự hỏi ông giời Trịnh Lê cua để lìa mai cứng Nhạc Huệ diều khoe được miếng hôi Tím ruột quận Bằng gươm Huế sắc Đau lòng bồi ngựa gạch Yên tơi Tang thương truyện đọc buồn sao xiết Lại một trăm năm cách đấy rồi. |

## Sách tham khảo
- Phạm Đình Hổ-Nguyễn Án, Tang thương ngẫu lục. Nhà xuất bản Văn hóa-Thông tin, 2000.
- Dương Quảng Hàm, Việt Nam văn học sử yếu (bản in lại lần thứ 10), Trung tâm học liệu Sài Gòn xuất bản, 1968.
- Nhiều người soạn, Từ điển Văn học (bộ mới). Nhà xuất bản Thế giới, 2004.